# Zeitschrift für die gesamte Neurologie und Psychiatrie
Zeitschrift für die gesamte Neurologie und Psychiatrie – niemieckie czasopismo medyczne poświęcone psychiatrii i neurologii, wydawane przez wydawnictwo Springera w latach 1910–1921. Założycielami i redaktorami naczelnymi byli Alois Alzheimer i Max Lewandowsky. Czasopismo było oficjalnym wydawnictwem Berliner Gesellschaft für Psychiatrie und Nervenkrankheiten.
Archiwalne roczniki czasopisma dostępne są na stronie wydawnictwa.
Po 1921 uległo połączeniu z Archiv für Psychiatrie und Nervenkrankheiten i ukazywało się jako jego część referatowa, pod tytułem
„Zentralblatt für die gesamte Neurologie und Psychiatrie”.